# قلعة بارنارد

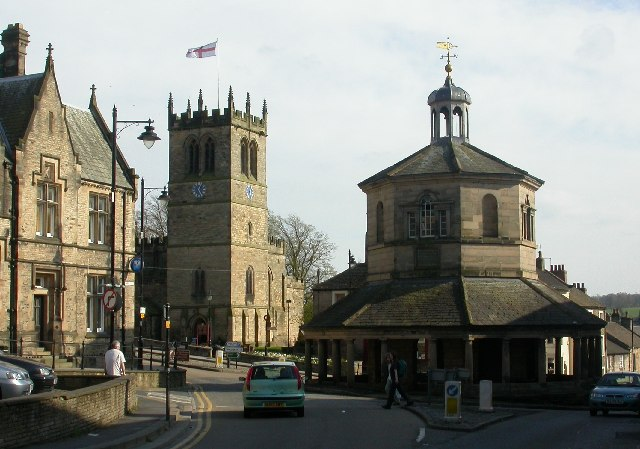
جزء من سوق قلعة بارنارد يعرض "سوق الصليب" أو "سوق الزبدة"

قلعة بارنارد هي منطقة سكنية وتجارية في تيسدال، مقاطعة دورهام، إنجلترا. سميت على اسم القلعة التي بنيت حولها. وهي المستوطنة الرئيسية في منطقة تيسدال، وهي مقصد سياحي شهير. يضم متحف باوز الذي به أفضل مجموعة من الفنون الجميلة والزخرفية الأوروبية في شمال إنجلترا، ويقع في قصر رائع على الطراز الفرنسي من القرن التاسع عشر. من أشهر معارضه مصنع Silver Swan automaton الذي يعود للقرن الثامن عشر، يشمل أعمال غويا وإل غريكو.
تقع قلعة بارنارد على الضفة الشمالية لنهر تيز، مقابل ستارتفورث و 21 ميل (34 كـم) جنوب غرب بلدة مقاطعة دورهام.
أكبر شركة توظيف في قلعة بارنارد هي شركة جلاكسو سميث كلاين التي لديها منشأة تصنيع في ضواحي المدينة.

## التاريخ
قبل غزو النورمان، تم دمج النصف العلوي من تيسدال في ملكية أنجلو نورس التي كانت تتمركز في قرية غينفورد القديمة ورهنت على إيرل نورثمبرلاند. قُتل أول فيلة نورمان لدورهام، الفيلة والشر، عام 1080. أدى هذا إلى مهاجمة أهل النورمان للبلاد المحيطة بها. تسبب التمرد في عام 1095 في قيام الملك وليام الثاني بتفكيك إيرلدوم من نورثامبرلاند إلى بارونات أصغر. أعطيت سيادة غينفورد لغي دي باليول.
أعاد خليفته، برنارد دي باليول الأول، بناء الحصون الترابية للقلعة خلال النصف الأخير من القرن الثاني عشر، مما أدى إلى ظهور اسم المدينة. مرت القلعة من خلال عائلة باليول (التي كان الملك الإسكتلندي، جون باليول، أهم عضو) ثم إلى ملكية ريتشارد نيفيل ، إيرل وارويك. ورثها الملك ريتشارد الثالث من خلال زوجته آن نيفيل، لكنها سقطت تحت الأنقاض في القرن بعد وفاته.
بقايا القلعة عبارة عن مبنى مدرج من الدرجة الأولى، في حين أن الكنيسة في الجناح الخارجي مدرجة من الدرجة الثانية *. كلتا المجموعتين الآن تحت رعاية التراث الإنجليزي ومفتوحة للجمهور.
عاش جون باوز في قلعة ستريتلام (تم هدمها الآن)، أسس باوز وزوجته جوزيفين متحف باوز، الذي يتمتع بمكانة وطنية. يقع المتحف في مبنى خاص به، ويحتوي على لوحة El Greco ، ولوحات من تصميم غويا وCanaletto وBoucher وFragonard ومجموعة من الفن الزخرفي. هناك نقطة جذب كبيرة وهي البجعة الفضية من القرن الثامن عشر، والتي تسبق نفسها بشكل دوري، وتبدو مستديرة وتبدو وكأنها تصطاد وتبتلع سمكة.
على الرغم من أنه لم يكن أبدًا مركزًا صناعيًا رئيسيًا، إلا أن الصناعة في القرن الثامن عشر ارتكزت على نسج صوف اليدوي، وفي أوائل القرن التاسع عشر كانت الصناعة الرئيسية تدوير وتصنيع خيط الأحذية.

## الزوار البارزين

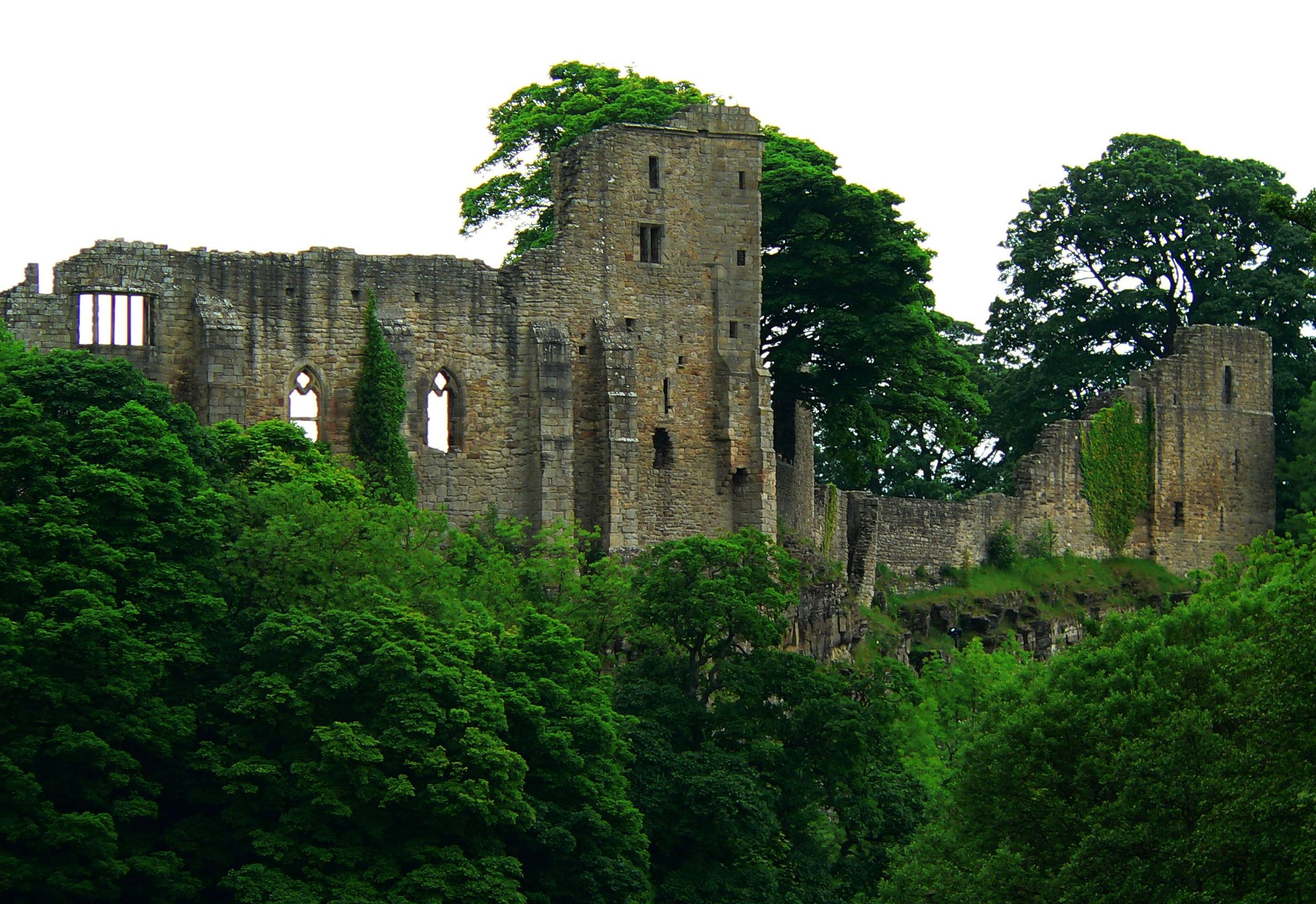
أنقاض قلعة بارنارد ، التي أعطت المدينة اسمها

كثيرا ما زار والتر سكوت صديقه جون ساوري موريت في قاعة روكبي وكان مولعًا باستكشاف تيسدال. بدأ قصيدته الملحمية (روكبي 1813) مع رجل يقف على أهبة الاستعداد على البرج المستدير لقلعة بارنارد.
بقي تشارلز ديكنز والرسام هابلوت براون في رأس الملك في قلعة بارنارد أثناء بحث روايته نيكولاس نيكلبي في شتاء 1837-1838. ويقال أنه دخل متجر صانع ساعات ويليام همفري، مقابل الفندق، واستفسر عن من صنع ساعة رائعة معينة. رد ويليام بأن ابنه همفري قد فعل ذلك. يبدو أن هذا قد دفع ديكنز إلى اختيار عنوان «ساعة همفري الرئيسية» في أسبوعه الجديد، حيث ظهر متجر Old Curiosity و Barnaby Rudge .
زار ويليام وردزورث،  دانيال ديفو،  رالف والدو إيمرسون،  هيلير بيلوك،  بيل برايسون  والفنان جيه إم دبليو تورنر  ، زاروا المدينة أيضًا.
في عام 2020، أصبحت زيارة المستشار السياسي دومينيك كامينغز خلال جائحة COVID-19 موضع جدل سياسي وطني.

## الحكم

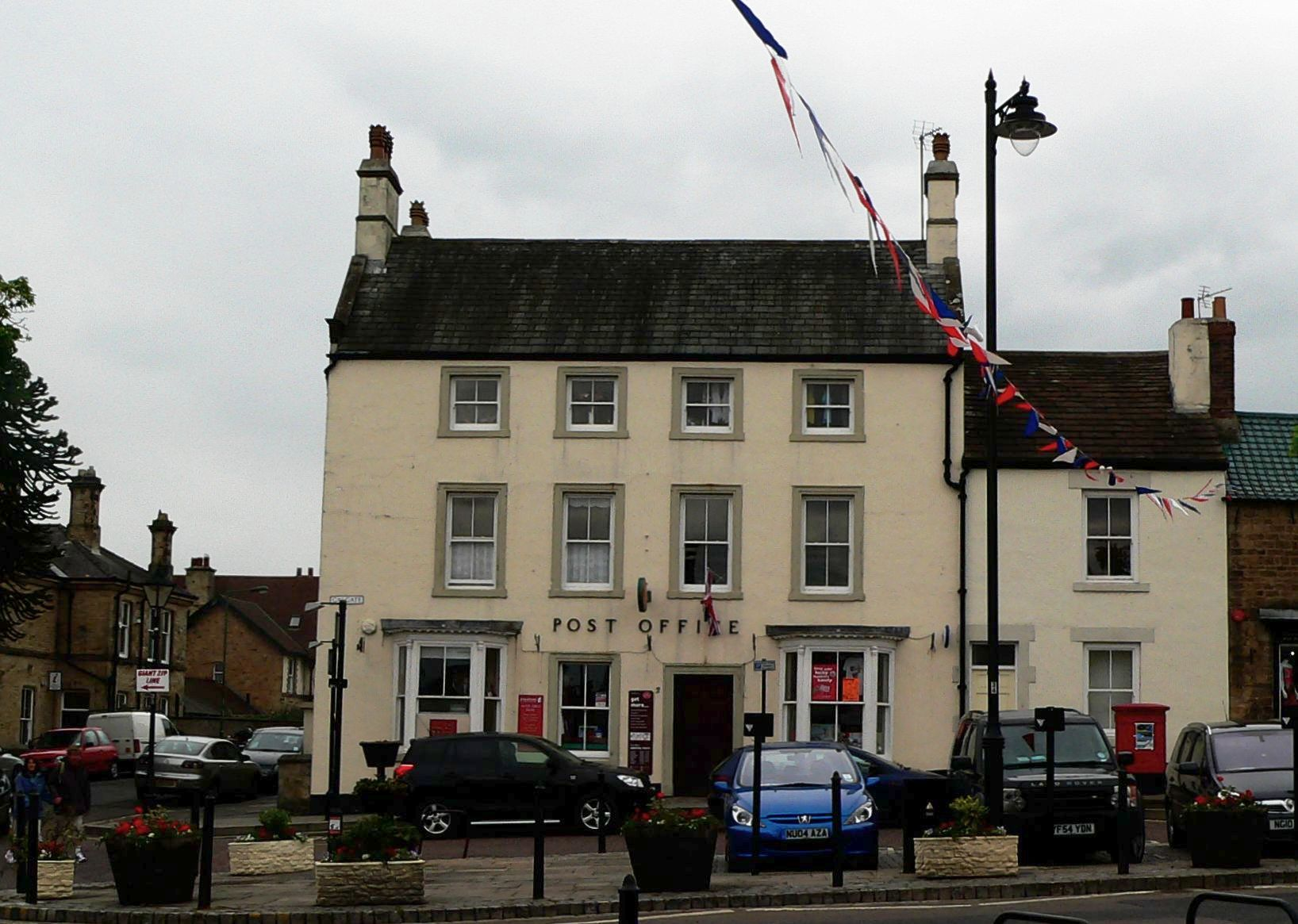
مكتب بريد قلعة بارنارد

قلعة بارنارد لجميع الأغراض (التاريخية والاحتفالية والإدارية) تقع في مقاطعة دورهام.
تم تعديل حدود المقاطعة مع North Riding of Yorkshire في عام 1967: تمت إضافة هذا الجزء من مدينة قلعة بارنارد تاريخياً في يوركشاير إلى مقاطعة دورهام.
كانت قلعة بارنارد المركز الإداري السابق لحي تيسديل من مقاطعة دورهام حتى إلغائها في 1 نيسان عام 2009. تدار المدينة الآن من قبل سلطة مقاطعة مجلس مقاطعة دورهام، كسلطة رئيسية ومجلس بارنارد كاستل تاون كرعية. ينتخب مجلس المدينة عمدة مدينة سنويًا. وهي جزء من الدائرة البرلمانية Bishop Auckland ، والتي اعتبارًا من عام 2019 ممثلة في البرلمان Dehenna Davison من حزب المحافظين. كان ذلك في منطقة شمال شرق انجلترا، والتي هي بمثابة دائرة انتخابية للبرلمان الأوروبي. بين 1894 و 1967 كانت المدينة إدارياً جزءًا من منطقة قلعة بارنارد الحضرية.
جميع أعضاء مجلس مقاطعة دورهام الأربعة الذين تضم عنابرهم (قلعة بارنارد الشرقية وقلعة بارنارد الغربية) جزءًا من قلعة بارنارد محافظون. قوة الشرطة المحلية هي شرطة دورهام.

## جغرافية
- الارتفاع: 180 م (600 قدم)
- أقرب المدن الكبيرة: دارلينجتون، 16   ميل (26   كم). أوكلاند بيشوب 14.8 ميل

## الاقتصاد
إن صاحب العمل الأكثر أهمية في قلعة بارنارد هو شركة Glaxo Smithkline ، التي لديها مصنع أدوية كبير في ضواحي المدينة يعمل بها حوالي 1000 شخص. استثمرت الشركة 80 مليون جنيه إسترليني في المصنع منذ عام 2007.

## التعليم

### مدرسة قلعة بارنارد

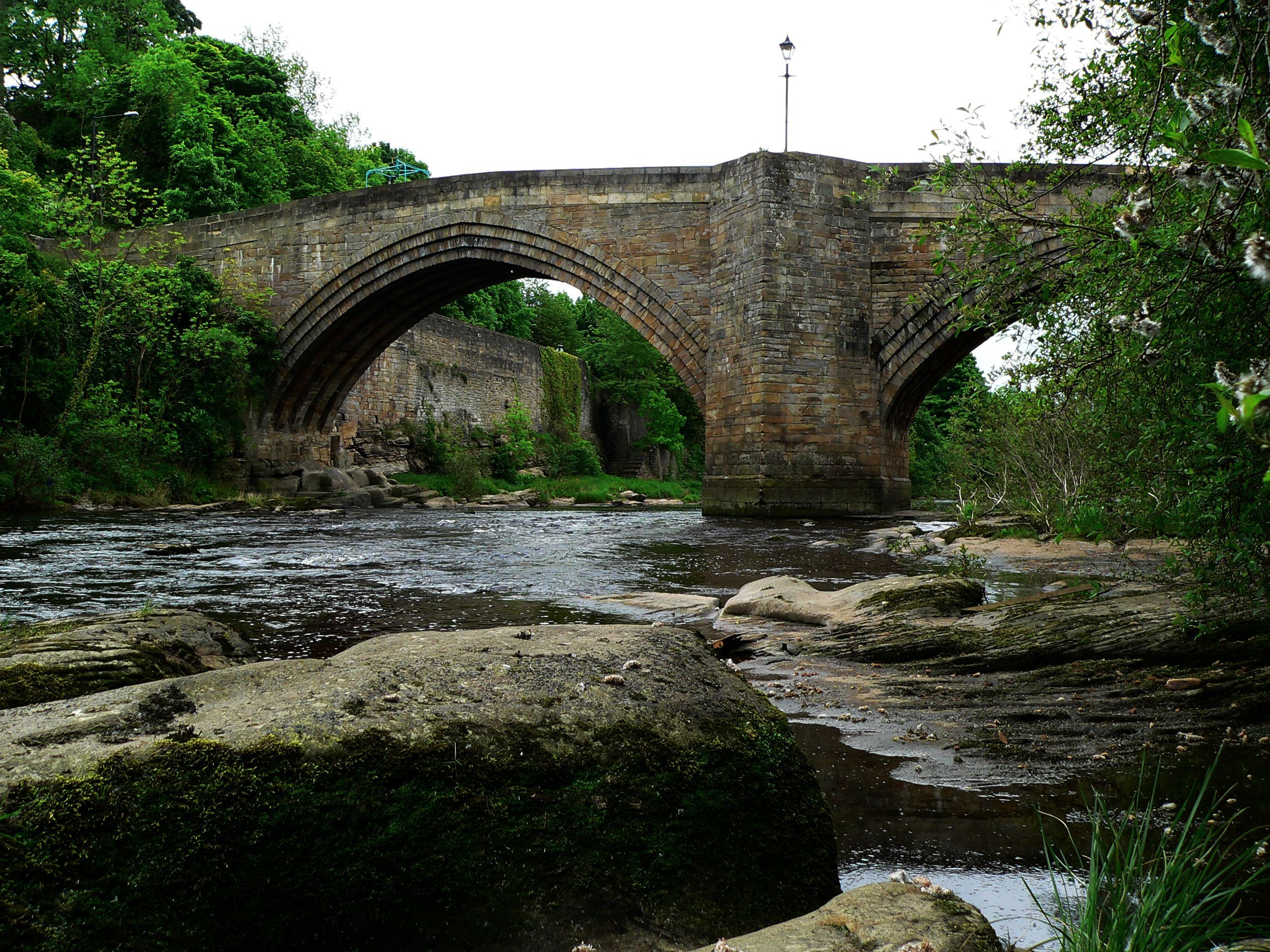
جسر قلعة برنارد

مدرسة بارنارد كاسل، مدرسة داخلية مستقلة مختلطة تقع على الطرف الشرقي من المدينة.

### مدرسة تيسدال
مدرسة Teesdale هي مدرسة أساسية تتراوح بين 11 و 18 عامًا في ضواحي البلدة، قبالة الطريق السريع A688.

### مدرسة جرين لين
مدرسة جرين لين هي مدرسة ابتدائية للأطفال من 4 إلى 11 عامًا، تقع على طريق يحمل نفس الاسم ليس بعيدًا عن مدرسة تيسدال.

### مدرسة سانت ماري RCVA الابتدائية
سانت ماري هي مدرسة كاثوليكية رومانية تقع على طريق بيرش بالقرب من الكنيسة التي تحمل الاسم نفسه.

## حضاره
تستضيف المدينة متحف باوز،  الذي تم بناؤه لغرض معين كمعرض عام لإيواء مجموعة جون وجوزفين باوز. يعتبر واحدًا من أفضل المتاحف في شمال إنجلترا، على طراز قصر فرنسي، في أراضي واسعة، وهو أكبر مبنى في المدينة. يحتوي على لوحات من El Greco و Francisco Goya و Canaletto و Jean-Honoré Fragonard و François Boucher ، إلى جانب مجموعة كبيرة من الفن الزخرفي والسيراميك والمنسوجات والساعات والأزياء، بالإضافة إلى العناصر القديمة من التاريخ المحلي. وهي مشهورة بآلية Silver Swan automaton ، التي تبدأ كل يوم في الساعة 2 مساءً.
يقيم مركز ويثام للفنون  في سوق الخيل، مجموعة متنوعة من الأحداث بما في ذلك الدراما والسينما والموسيقى والكلام المنطوق وأحداث الأطفال بالإضافة إلى كونه نقطة معلومات الزائر في المدينة.
مركز TCR  هو مركز مجتمعي على حافة المدينة مع مجموعة واسعة من الأنشطة الداخلية والخارجية للشباب والعائلات وللمجتمع بشكل عام.
يقام مهرجان موسيقى سنوي، تنظمه Teesdale Community Resources بالاشتراك مع لجنة لقاء قلعة بارنارد، خلال عطلة نهاية الأسبوع مع Whit بالإضافة إلى العديد من أنشطة "Meet" الأخرى. إنه حدث لمدة ثلاثة أيام مع فرق خارج المدينة تبدأ يوم السبت والنطاقات المحلية وعربات TCR القادمة تبدأ يومي الأحد والاثنين. إنه حدث مناسب للعائلة والدخول مجاني تمامًا.
حفل لقاء قلعة بارنارد هو كرنفال سنوي يقام في عطلة نهاية الأسبوع المصرفي الثاني في شهر مايو، وهو الأسبوع نصف الصيفي للمدارس. اللقاء، كما هو معروف محليًا، من لقاء راكبي الدراجات الشمالي الشرقي الذي يعود تاريخه إلى عام 1885، ومنذ أوائل القرن العشرين أقامت المدينة كرنفال ومسيرة كبرى عبر وسط المدينة في عطلة البنوك يوم الاثنين. ربما تكون عطلة نهاية الأسبوع هي الآن أكبر حدث في قلعة بارنارد وتقويم Teesdale. هناك حوالي عشرين حدثًا منفصلاً تؤكد لجنة الاجتماع أنها «تصل إلى كل ركن من أركان المجتمع». في السنوات الأخيرة، مع توقف مهرجان R 'n' B في برنامج Meet Weekend ، نظمت اللجنة حدثًا موسيقيًا خاصًا يعرض المواهب المحلية والوطنية يومي الأحد والاثنين، مع كل الدعم الفني والموسيقي من موارد مجتمع Teesdale (TCR).

## مشاهير
- آن فاين - كاتبة أطفال. الفائز مرتين بجائزة وايتبريد.
- جلين هوغيل - مقدم ومنتج تلفزيوني
- ديفيد جينينغز - مؤلف
- إيان أوشر - مسافر، مغامر، كاتب ومتحدث. باع «طوال حياته» على موقع eBay في عام 2008

### سكان سابقين
- جوشوا هارولد بيرن، FRS 1942، أستاذ فخري في علم الأدوية بجامعة أكسفورد
- بوب تشات، لاعب كرة القدم في أستون فيلا
- Siobhan Fahey ، مغنية / كاتبة أغاني من Bananarama / Shakespears Sister عاش هنا لفترة قصيرة عندما كان طفلاً
- هانا هوكسويل، المزارع الإنجليزي الذي كان موضوعًا للعديد من الأفلام الوثائقية التلفزيونية
- وليام هاتشينسون، مؤرخ القرن الثامن عشر
- رودريك مورشيسون، رئيس كل من الجمعية الجيولوجية الملكية والجمعيات الجغرافية الملكية
- سيريل نورثكوت باركنسون، كاتب ومخترع
- هنري ويثام، جيولوجي ومحسن

## روابط خارجية
- صور ومعلومات عن قلعة بارنارد
- Chisholm, Hugh, ed. (1911). "Barnard Castle" . Encyclopædia Britannica (بالإنجليزية) (11th ed.). Vol. 3.
- بوابة Teesdale
- قلعة سانت ماري بارنارد
- القلعة في قلعة بارنارد: التراث الإنجليزي